# Negev
Negev (hebrejski נֶגֶב, tiberijadski izgovor: Néḡeḇ; arapski النقب an-Naqab) pustinjsko je područje u južnom Izraelu. U biblijskom hebrejskom, negev znači "jug". Negev zauzima veći dio Južnog okruga Izraela. 
Zemljopisno, preko 13.000 km² Negev formira obrnuti trokut čija zapadna stranica dodiruje pustinju Sinajskog poluotoka, a čija je istočna granica Vadi Arabah.
Središte je okruga grad Beer Ševa (oko 200.000 stanovnika) na sjeveru. Južni kraj čini Akapski zaljev (u Izraelu se naziva Eilatski zaljev) i grad Eilat. Među ostalim gradovima tu su Dimona i Mitzpe Ramon, više beduinskih gradova, poput Rahata i Tel Ševe.
U Negevu se nalazi više zanimljivih kulturnih i zemljopisnih lokacija. Među njima su tri ogromna eroziona kruga koja sliče kraterima (heb. mahtešim), koji su jedinstveni u tom dijelu svijeta: ha-Mahteš ha-Gadol ("Veliki krater"), ha-Mahteš ha-Katan ("Mali krater") i krater Ramon. Ovaj posljednji ujedno je i najveći - on je vjerojatno najveći prirodni krater na Zemlji (krater koji nije nastao udarom asteroida).
Gradovi na putu tamjana u pustinji Negev su arheološki lokaliteti gradova na drevnom putu tamjana u pustinji Negev, južni Izrael. Četiri grada (Avdat, Haluza, Mamšit i Šivta) su izravno spajala put tamjana, ali i put začina sa Sredozemljem. Oni su, zajedno s pripadajućim utvrdama i poljoprivresnim zemljištem, upisani na UNESCO-ov popis mjesta svjetske baštine u Aziji i Oceaniji 205. godine. Izgradili su ih Nabatejci, staro arapsko pleme Hašemitskog kraljevstva s prijestolnicom u Petri (također svjetska baština od 1985.). 

## Vanjske poveznice
- Vikiputovanja: Negev
- Izraelska pustinja Negev  Arhivirana inačica izvorne stranice od 22. veljače 2008. (Wayback Machine)